# Pusztamonostor, Jász-Nagykun-Szolnok
Pusztamonostor  este un sat în districtul Jászberény, județul Jász-Nagykun-Szolnok, Ungaria, având o populație de 1.629 de locuitori (2011). 

## Demografie
Componența etnică a satului Pusztamonostor
     Maghiari (96,86%)
     Romi (2,48%)
     Alții (0,65%)
Componența confesională a satului Pusztamonostor
     Fără religie (9,45%)
     Reformați (1,72%)
     Necunoscută (88,21%)
     Alte religii (2,15%)
Conform recensământului din 2011, satul Pusztamonostor avea 1.629 de locuitori. Din punct de vedere etnic, majoritatea locuitorilor (96,86%) erau maghiari, cu o minoritate de romi (2,48%). Nu există o religie majoritară, locuitorii fiind persoane fără religie (9,45%) și reformați (1,72%). Pentru 88,21% din locuitori nu este cunoscută apartenența confesională.